# Олд, Уильям
Уи́льям Олд (англ. William Auld; 6 ноября 1924 — 11 сентября 2006) — британский писатель, поэт и переводчик на языке эсперанто; по национальности — шотландец. Эсперантской литературной критикой Олд признан одним из лучших поэтов на эсперанто, а его поэма La infana raso — одним из самых выдающихся произведений на этом языке. Неоднократно номинировался на Нобелевскую премию по литературе.

## Биография
У. Олд родился 6 ноября 1924 года в городке Эрит (тогда — графство Кент, сейчас принадлежит Большому Лондону). Позже, однако, его семья вернулась в Шотландию.
Во время Второй мировой войны ушёл добровольцем на фронт, служил в британских военно-воздушных силах пилотом. После войны некоторое время работал лётчиком-испытателем, однако в 1946 году демобилизовался. После окончания университета многие годы работал преподавателем английского языка и литературы; достиг должности заместителя директора лицея.
Скончался 11 сентября 2006 года в шотландском городке Доллар.

## Эсперанто-деятельность
С эсперанто У. Олд познакомился уже в 1937 году благодаря скаутскому движению, однако всерьёз занялся эсперанто только в 1947 году. Его первые поэтические произведения и переводы появились в конце 1940-х годов в журналах «Эсперанто в Шотландии» (Esperanto en Skotlando) и «Литературный мир» (Literatura mondo). Однако настоящая известность пришла к нему после выхода в свет поэтического сборника Kvaropo («Квартет»; кроме Олда его авторами выступили также Джон Динвуди, Джон Франсис и Рето Россетти) — сборник стал видным событием в эсперанто-литературе (после его появления даже стали говорить о новой, «Шотландской» поэтической школе на эсперанто), причём наибольшее внимание критиков и читателей среди его авторов привлёк именно Олд.
Впоследствии Олд опубликовал несколько поэтических сборников, однако наиболее выдающимся его литературным достижением признана поэма «Детская раса» (La infana raso, в 25 главах, изд. в 1956). Это произведение является крупномасштабным представлением всевозможных исследований, критики, анализа, исторических мотивов и личных размышлений на тему того, что́ представляет собой человечество, его состояние и возможности к развитию. По Олду человечество находится ещё на детской стадии развития, однако, оно имеет и возможности, и способности с созреванию несмотря на многочисленные противоречия, замечаемые на каждом шагу. Поэма значительно повлияла на развитие эсперанто-поэзии во второй половине XX века; некоторые цитаты из неё стали на эсперанто крылатыми выражениями. Некоторыми критиками эта поэма признаётся наиболее выдающимся оригинальным произведением, когда-либо созданным на эсперанто. В частности, знаменитый эсперантолог, эсперанто-поэт и критик Г. Варенгьен отозвался о поэме так:

«Детская раса» является одним из тех немногих оригинальных произведений на нашем языке, которые сравнимы с первоклассными произведениями других литератур, и которые неопровержимо доказывают, что эсперанто стал самостоятельным средством выражения самостоятельного, наднационального народа.
Оригинальный текст (эсп.)"La Infana Raso" estas unu el tiuj tre malmultaj originalaĵoj en nia lingvo, kiuj egaliĝas kun la unuarangaj produktoj de la aliaj literaturoj, kaj kiuj venke pruvas, ke Esperanto fariĝis la memstara esprimilo de memstara, supernacia popolo.

Кроме оригинальной поэзии У. Олд занимался и художественными переводами на эсперанто. К числу его наиболее значимых переводов следует отнести переводы сонетов Шекспира, его комедий «Двенадцатая ночь» и «Комедия ошибок», а также перевод трилогии Толкина «Властелин колец».
Олд известен также и как публицист и критик. Он являлся редактором многих антологий эсперанто-литературы (в том числе знаменитой «Новой хрестоматии на эсперанто», изд. 1991), редактировал различные эсперанто-журналы (в том числе центральный орган Всемирной ассоциации эсперанто «Esperanto» в 1955—1958 и 1961—1962 годах; до 1998 года был одним из редакторов журнала «Монато»). Кроме этого он является автором нескольких учебников эсперанто, из которых наибольшее значение до нынешнего времени сохраняет книга Paŝoj al plena posedo («Шаги к полному владению», изд. 1968). Им составлен так называемый «Базовый перечень оригинальных произведений на эсперанто» (Baza legolisto) — список наиболее выдающихся произведений, исходно написанных на эсперанто.
В 1977—1980 годах У. Олд являлся вице-председателем Всемирной ассоциации эсперанто (чьим почётным членом он стал в 1987 году), в 1979—1983 годах — председателем Академии эсперанто. С 1999 года он ежегодно выдвигался на Нобелевскую премию по литературе. У. Олдом была собрана богатая библиотека на эсперанто, которую незадолго до своей кончины он передал Шотландской национальной библиотеке.
По признанию самого Олда, в начале своей поэтической карьеры он сомневался, писать ли ему на английском языке или на эсперанто. Выбор в пользу эсперанто был сделан благодаря тому, что первые главы его эпопеи «Детская раса», написанные на английском, в течение восьми месяцев не получили никакого отклика от издательства, с которым он предполагал сотрудничать.
По его собственному признанию, Олд высоко ценил эсперанто за «дружественные чувства», которые тот ему подарил:

Меня связывает с эсперанто дружба, так как за свою жизнь я приобрёл значительно больше настоящих друзей посредством эсперанто, чем посредством моего родного языка.
Оригинальный текст (эсп.)Ligas min al Esperanto amikeco, ĉar dum mia vivo mi akiris multoble pli da veraj amikoj per Esperanto ol per mia denaska lingvo.

У. Олд, несмотря на своё сдержанное отношение к «обогащению» эсперанто посредством неологизмов, тем не менее использовал в своих произведениях несколько новых слов. Наиболее известным из них является слово burno («ручей», из шотландского burn, вместо «традиционного» эсперантского rivereto, что дословно означает «маленькая река»). Несмотря на то, что это слово вошло только в очень специализированные словари эсперанто (бо́льшую популярность для этого же смысла получило слово rojo, введённое Г. Варенгьеном), оно стало довольно знаковым феноменом литературы на эсперанто — словом, введённым выдающимся поэтом, и, тем не менее, проигравшим конкуренцию другому слову.

## Основные произведения
Наиболее значимые произведения У. Олда:

### Поэзия
- Spiro de l' pasio («Дыхание страсти», часть сборника «Kvaropo», изд. 1952)
- La infana raso («Детская раса», изд. 1956)
- Unufingraj melodioj («Мелодии, сыгранные одним пальцем», изд. 1960)
- Humoroj («Настроения», изд. 1969)
- Rimleteroj («Письма в рифмах», изд. 1976; сборник написан в соавторстве с Мажори Бультон, с которой Олд переписывался ронделями с 27 сентября 1953 по 8 мая 1954)
- El unu verda vivo («Из одной зелёной жизни», изд. 1978; слово «зелёный» в данном контексте следует понимать как «связанный с эсперанто, отвечающий его внутренней идее»)
- En barko senpilota («В неуправляемой барке», изд. 1987 — полное на тот момент собрание поэтических произведений У. Олда)
- Unu el ni («Один из нас», 1992)

### Антологии
В нижепредставленных антологиях У. Олд выступал редактором и/или одним из переводчиков.
- Angla antologio 1000—1800 («Английская антология, 1000—1800», изд. 1957)
- Esperanta antologio («Эсперантская антология», изд. 1958)
- Skota antologio («Шотландская антология», изд. 1978)
- Nova Esperanta Krestomatio («Новая хрестоматия на эсперанто», изд. 1991)
- Plena poemaro: Miĥalski («Полное собрание поэтических произведений Е. Михальского», изд. 1994)

### Переводы

#### С английского языка
- Epifanio («Двенадцатая ночь» Шекспира, 1977)
- Don Johano, Kanto 1 («Первая песнь из Дон Жуана» Дж. Байрона, 1979)
- La sonetoj (Сонеты Шекспира, 1981)
- La graveco de la Fideliĝo («Как важно быть серьёзным» О. Уайлда, 1987)
- La komedio de eraroj («Комедия ошибок» Шекспира, совместно с Асеном Симеоновым, 1987)
- La kunularo de l' ringo («Братство кольца» Толкина, 1995)
- La du turegoj («Две башни» Толкина, 1995)
- La reveno de la reĝo («Возвращение короля» Толкина, 1997)
- La ĉashundo de Baskerviloj («Собака Баскервилей» Конан Дойля, 1998)

#### С шотландского языка
- Kantoj, poemoj kaj satiroj («Песни, поэмы и сатиры» Р. Бёрнса, совместно с Р. Россетти, 1977)

### Учебники
- англ. Esperanto: A New Approach («Эсперанто: новый подход», 1965)
- Paŝoj al plena posedo («Шаги к полному владению», 1968)
- англ. A first course in Esperanto («Первый курс эсперанто», 1972)
- Traduku! («Переводи!», 1993)

### Публицистика
- Facetoj de Esperanto («Грани эсперанто», 1976)
- Pri lingvo kaj aliaj artoj («О языке и других искусствах», 1978)
- Enkonduko en la originalan literaturon de Esperanto («Введение в оригинальную литературу на эсперанто», 1979)
- Kulturo kaj internacia lingvo («Культура и международный язык», 1986)
- La fenomeno Esperanto («Феномен эсперанто», 1988)
- La skota lingvo, hodiaŭ kaj hieraŭ («Шотландский язык сегодня и вчера», 1988)

### Разное
- Pajleroj kaj stoploj («Соломинки и жнивьё», избранная проза, 1997)